# Euxoa insignata
Euxoa insignata là một loài bướm đêm trong họ Noctuidae.